# 車塚古墳 (壬生町)
車塚古墳（くるまづかこふん、壬生車塚古墳）は、栃木県下都賀郡壬生町壬生甲にある古墳。形状は円墳。しもつけ古墳群（うち壬生地域）を構成する古墳の1つ。国の史跡に指定されている。

## 概要
| 古墳名     | 形状         | 規模      | 築造時期 | 史跡指定 |
| ---------- | ------------ | --------- | -------- | -------- |
| 愛宕塚古墳 | 前方後円墳   | 墳丘長82m | 6c後半   | 国史跡   |
| 牛塚古墳   | 帆立貝形古墳 | 墳丘長50m | 6c末     | 国史跡   |
| 車塚古墳   | 円墳         | 直径84m   | 7c前半   | 国史跡   |

栃木県南部、黒川左岸の台地上に築造された大型円墳である。西には牛塚古墳が隣接する。2009年度（平成21年度）、2014-2016年度（平成26-28年度）に発掘調査が実施されている。
墳形は円形で、直径84メートル・高さ約11メートルを測り、栃木県の円墳としては最大規模になる。墳丘は3段築成で、特に1段目は平坦な基壇状を呈し、下野地域特有の「下野型古墳」の特徴を示す。墳丘外表には川原石による葺石が認められるほか、多数の須恵器（長胴甕）が検出されている。また墳丘周囲には2重の周濠（周濠・周堤・外周溝）が巡らされており、周濠を含めた含めた古墳全体としては直径約135メートルにもおよぶ。埋葬施設は横穴式石室で、南南西方向に開口する。凝灰岩の巨大な一枚石によって構築された整美な石室で、玄室・羨道から構成される。
築造時期は、古墳時代終末期の7世紀前半頃と推定される。壬生地域の黒川流域における古墳群では牛塚古墳に後続し、最後の大型古墳に位置づけられる。また終末期の円墳としては国内最大級の規模であり、古代下野地域の政治情勢を考察するうえで重要視される古墳になる。
古墳域は1926年（大正15年）に国の史跡に指定されている。

## 遺跡歴
- 江戸時代、古文書に記述。当時には開口[1]。
- 1926年（大正15年）2月24日、国の史跡に指定[2]。
- 1978年（昭和53年）3月14日、史跡範囲の追加指定（周堤部分）[2]。
- 2009年度（平成21年度）、範囲確認調査。外周溝の確認（壬生町立歴史民俗資料館、2010年に報告書刊行）。
- 2014-2016年度（平成26-28年度）、発掘調査（壬生町教育委員会・茨城大学・東京学芸大学、2022年に報告書刊行）。

## 墳丘

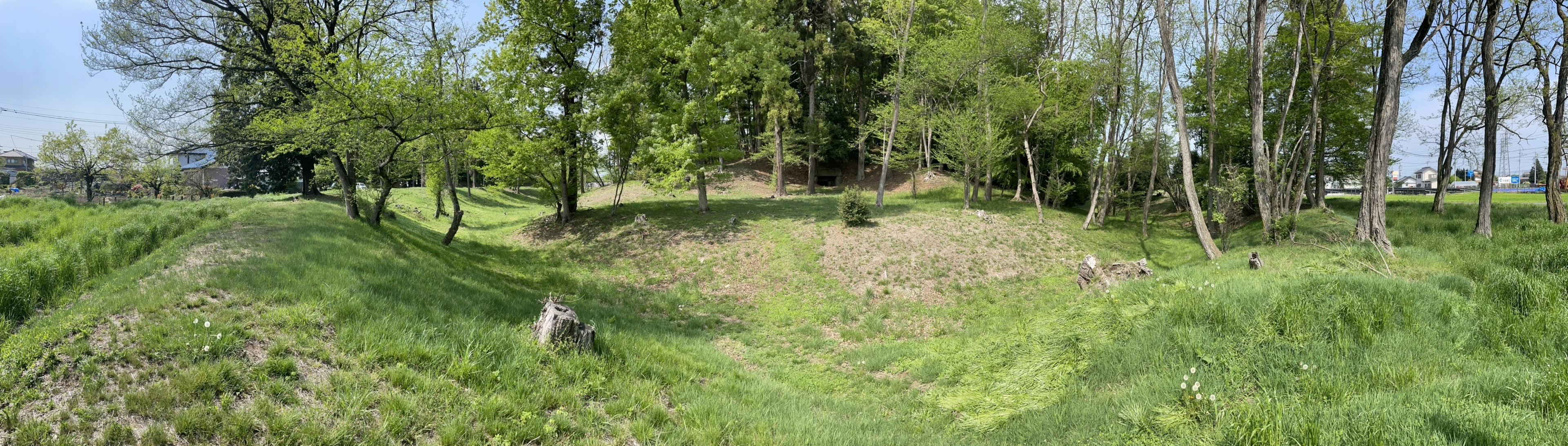
墳丘・周濠・周堤

墳丘の規模として、墳丘1段目は直径84メートル、墳丘2段目は直径52メートル、墳丘3段目は直径32メートルを測り、周濠底からの墳丘高さは約11メートルを測る。特に1段目の平坦面（基壇）は幅広く、下野地方に多く見られる「下野型古墳」の特徴を有する。墳丘周囲には周濠・周堤が巡らされ（ほぼ完存）、その外側には外周溝（周濠2重目）が巡らされる。外周溝まで含めた古墳全域は直径約135メートルを測る。
墳頂部では須恵器の長胴甕約50個が検出されており、墳丘装飾として注目される

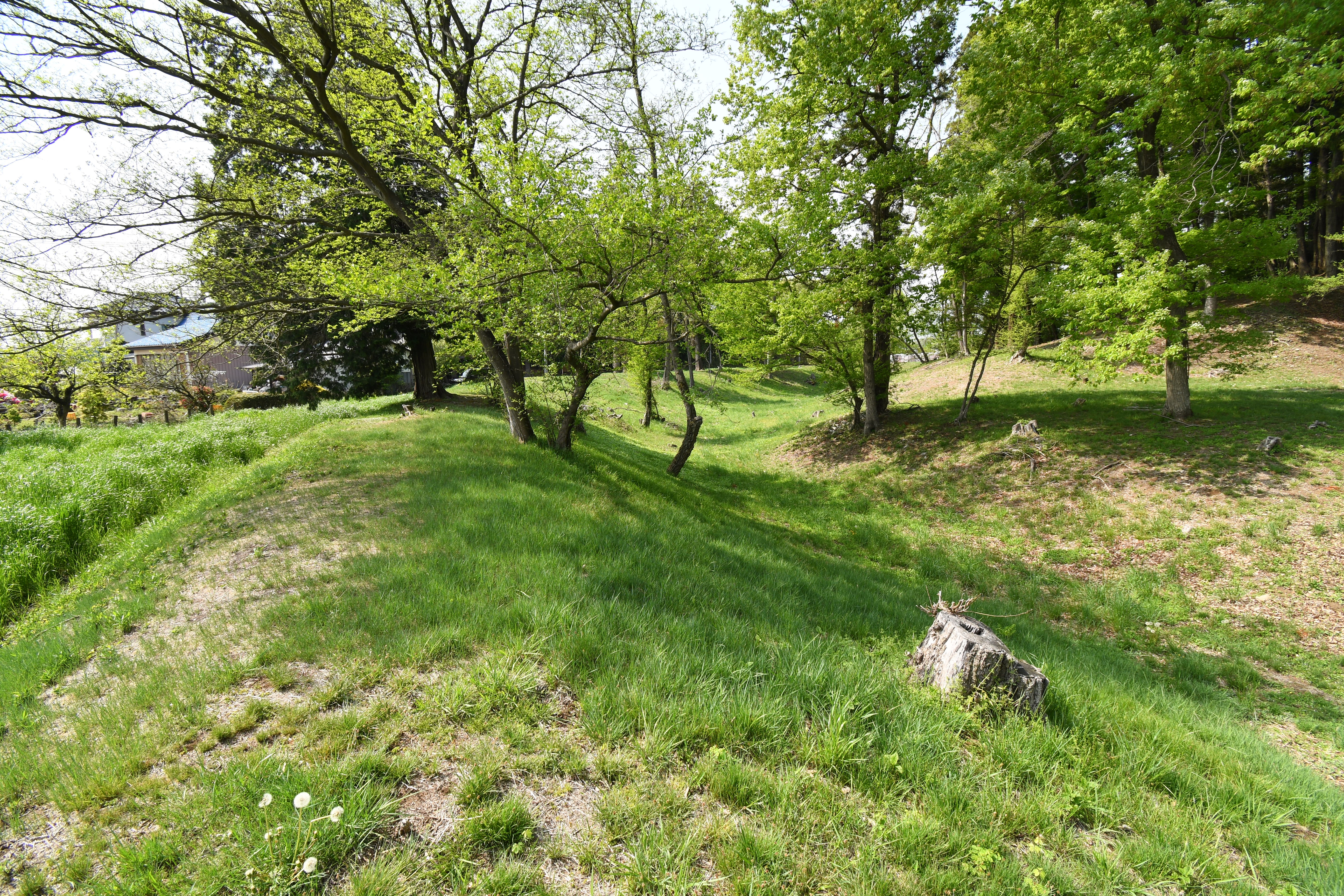
西側周濠
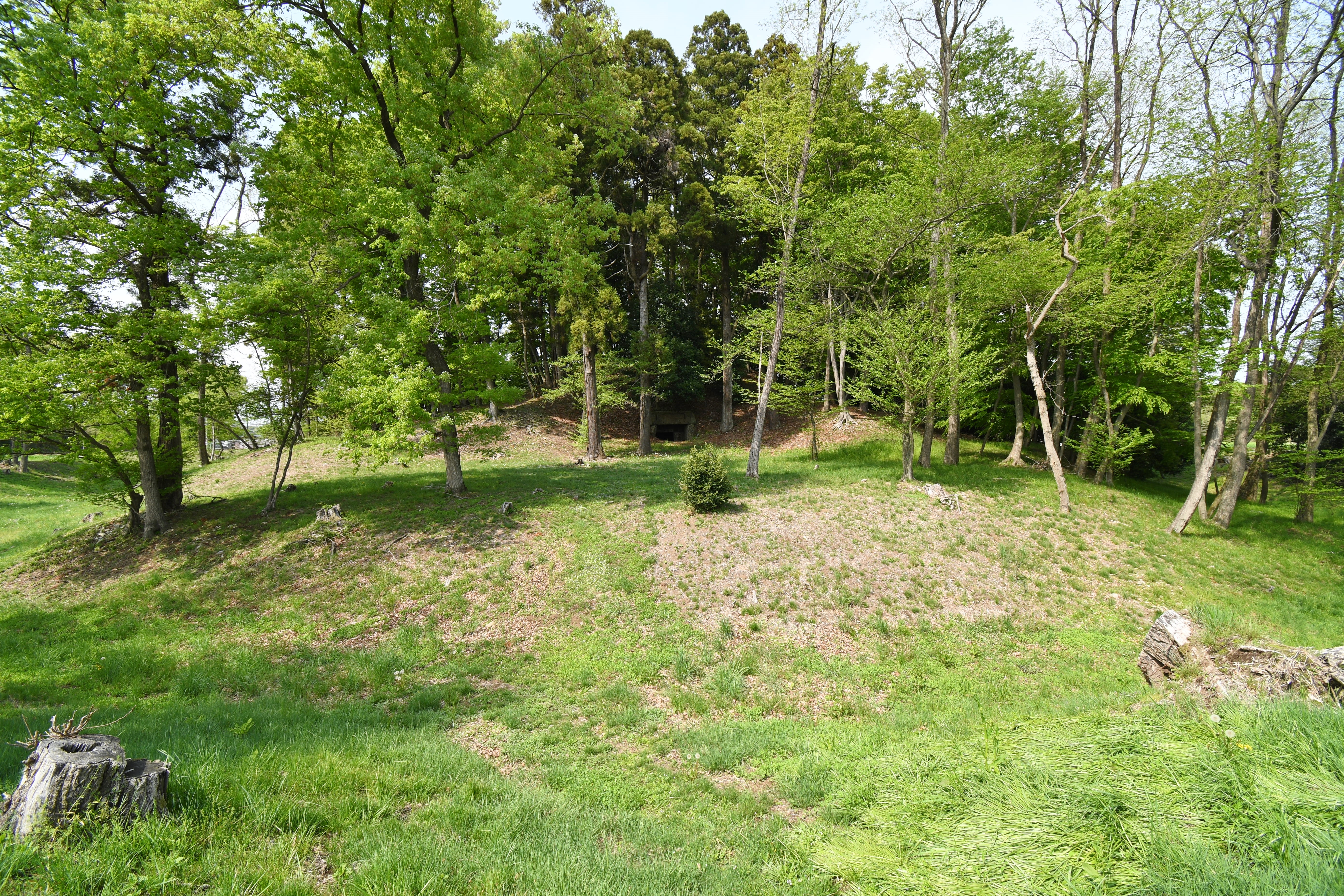
墳丘
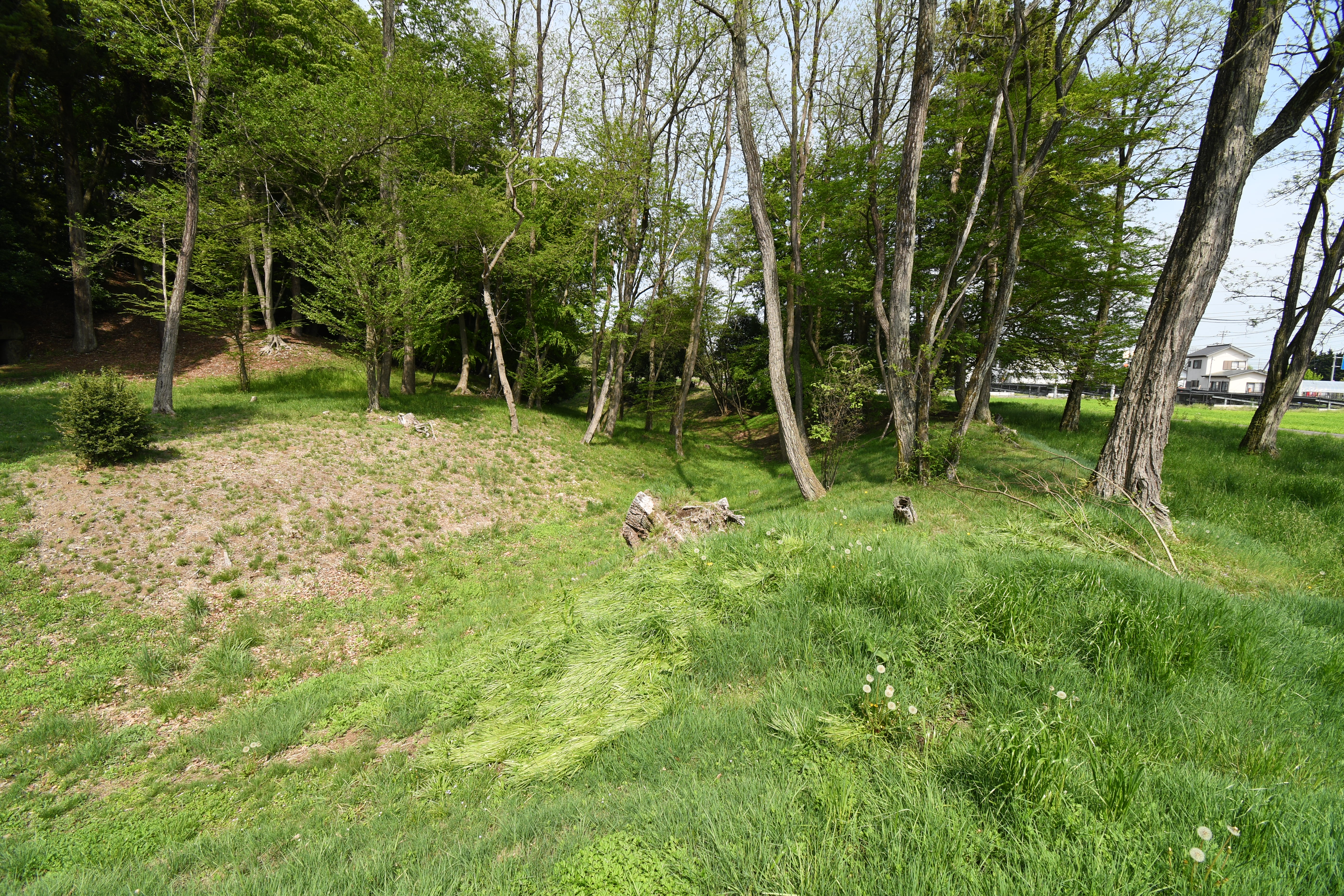
東側周濠

## 埋葬施設

石室俯瞰図左から右に、羨道・玄室。

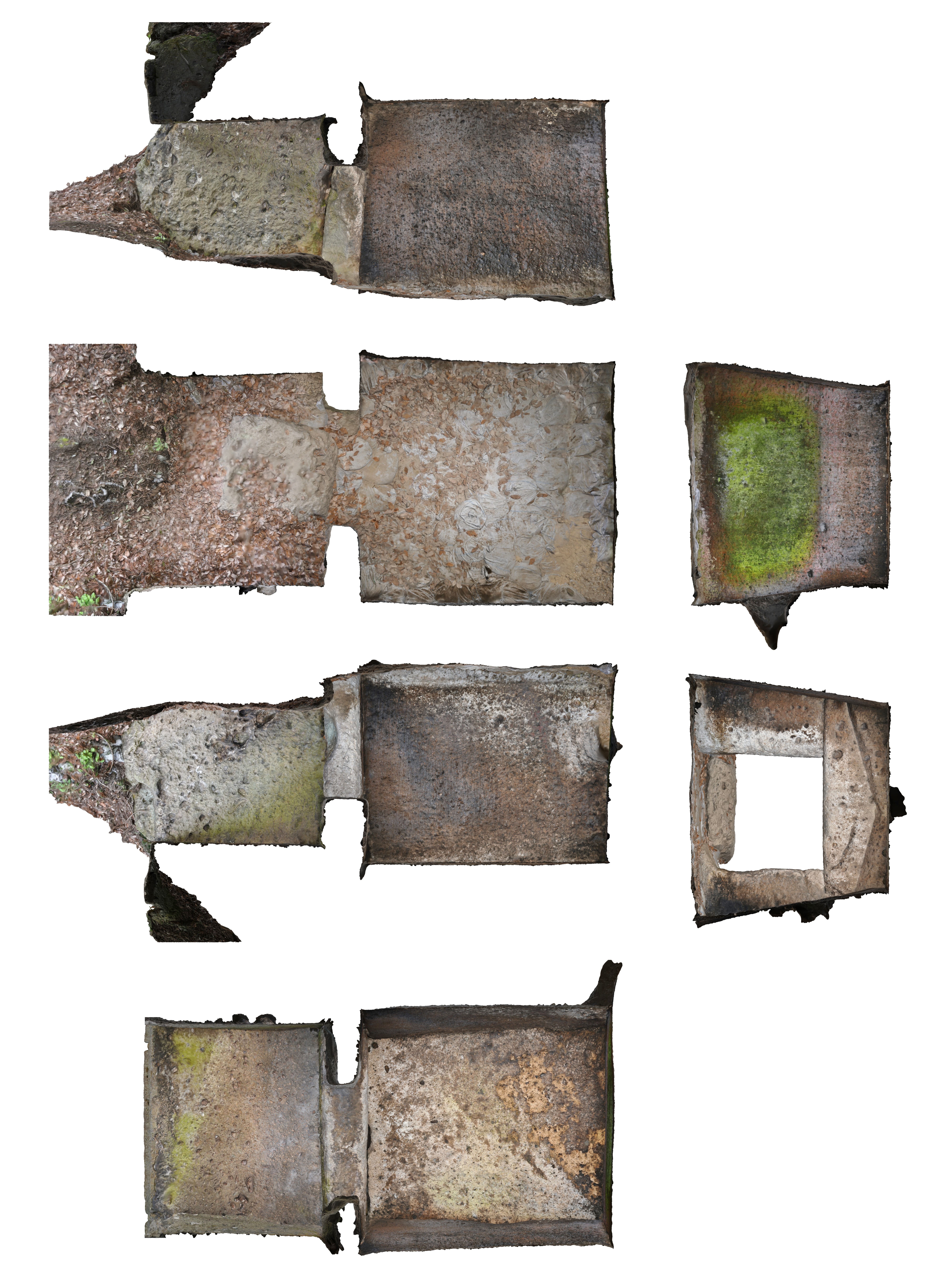
石室展開図

埋葬施設としては横穴式石室が構築されており、南南西方向に開口する。石室の規模は次の通り。
- 玄室：長さ3メートル、幅2.8メートル、高さ2.3メートル
- 羨道：長さ2.4メートル、幅2.5メートル、高さ2.3メートル

石室の石材は凝灰岩の切石で、玄室の両側壁・奥壁・天井、羨道の両側壁・天井はいずれも各1石によって構築される。玄室の床面は墳丘1段目（基壇面）であり、玄室の平面形はほぼ正方形である。

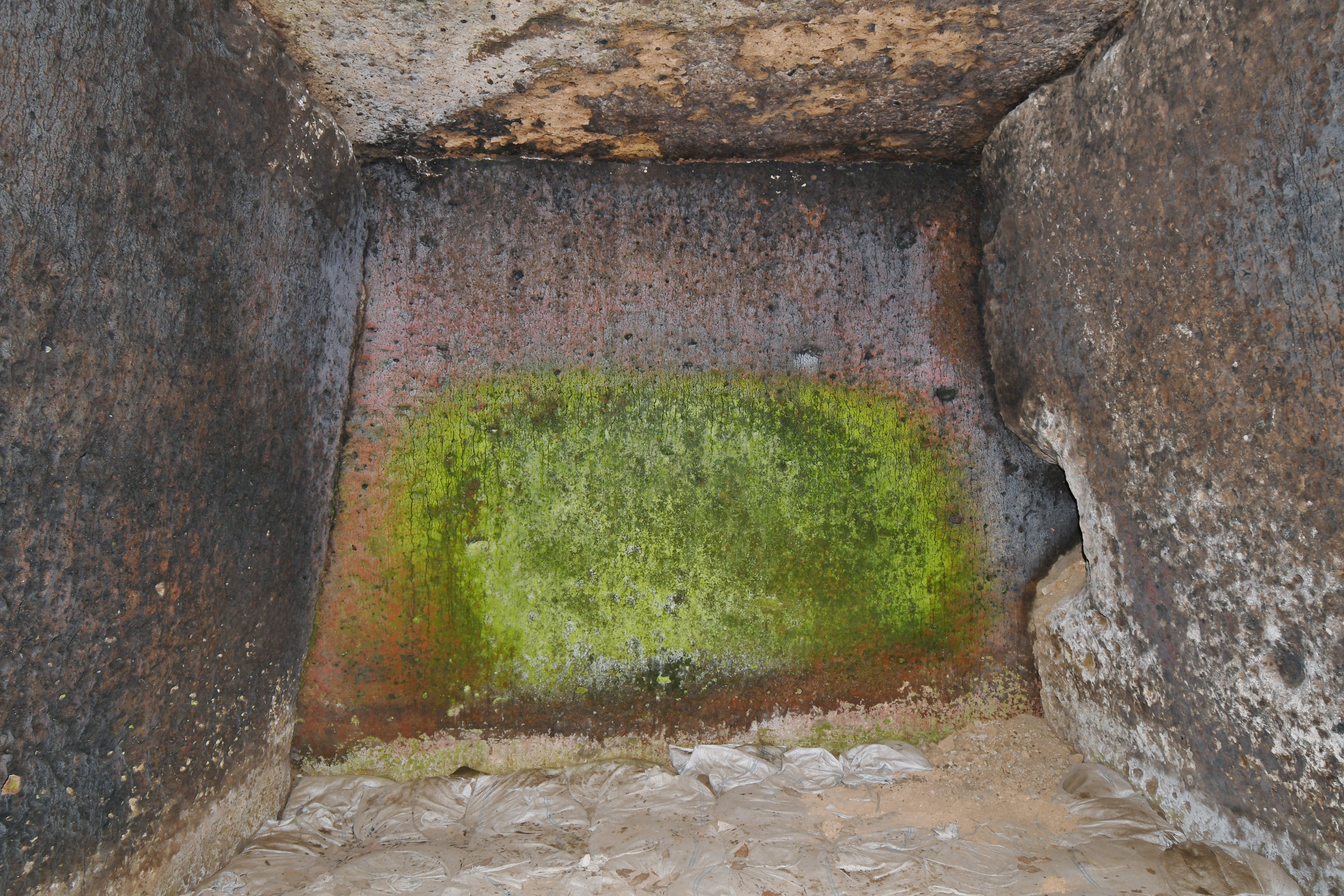
玄室（奥壁方向）
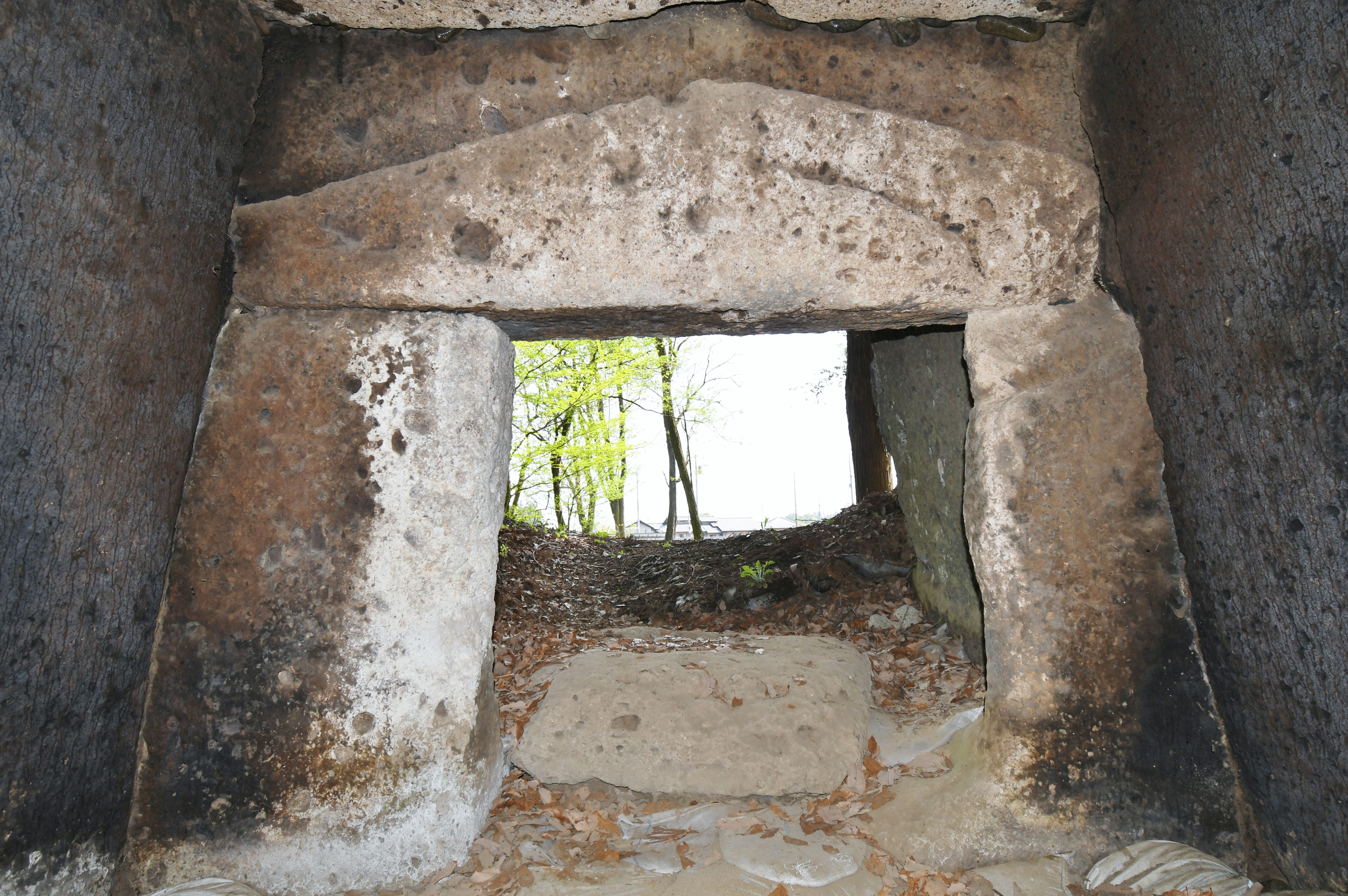
玄室（開口部方向）
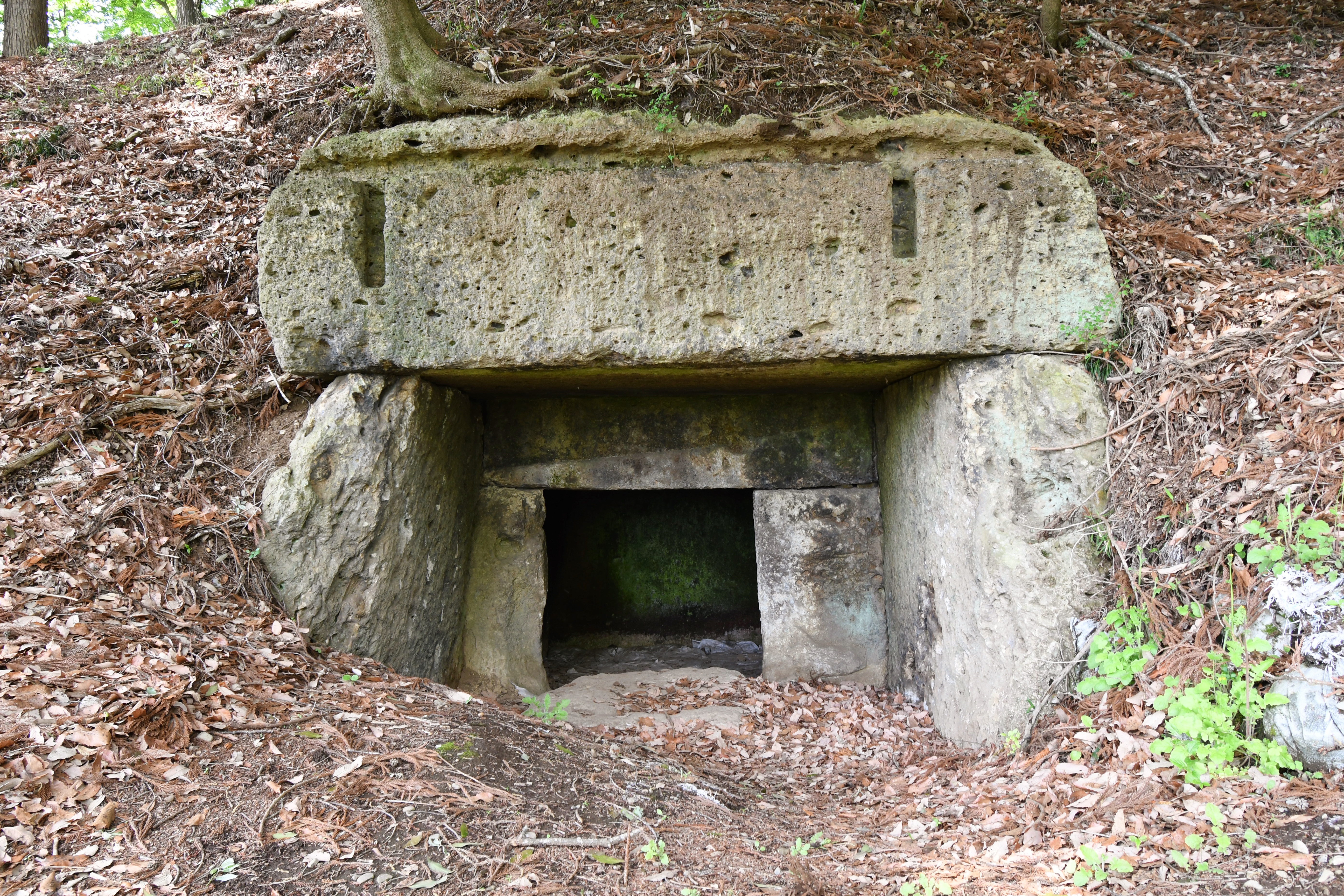
開口部

## 文化財

### 国の史跡
- 車塚古墳 - 1926年（大正15年）2月24日指定、1978年（昭和53年）3月14日に史跡範囲の追加指定（周堤部分）[2]。

## 関連施設
- 壬生町立歴史民俗資料館（壬生町本丸）

## 関連文献
（記事執筆に使用していない関連文献）
- 壬生町立歴史民俗資料館 編『車塚古墳 -範囲内容確認調査-（壬生町埋蔵文化財調査報告書 第25集）』壬生町教育委員会、2010年。
- 壬生町立歴史民俗資料館 編『栃木県壬生町 牛塚古墳・車塚古墳I（壬生町埋蔵文化財調査報告書 第30集）』壬生町教育委員会、2018年。
- 壬生町立歴史民俗資料館 編『栃木県壬生町 壬生車塚古墳II -国指定史跡保存活用計画書作成に伴う学術発掘調査-（壬生町埋蔵文化財調査報告書 第34集）』壬生町教育委員会、2022年。